# Cuba Gooding, Jr.
Cuba Mark Gooding, Jr., född 2 januari 1968 i The Bronx i New York, är en amerikansk skådespelare som 1996 Oscarbelönades för bästa manliga biroll för Jerry Maguire.

## Biografi
Han kommer ur en artistfamilj där föräldrarna Cuba Gooding Sr. och Shirley Sullivan var R&B-sångare på 1960-talet. Cuba själv var dansare åt Paula Abdul och uppträdde under OS. Cuba Gooding, Jr, var till 2014 gift och har tre barn, varav sonen Mason som också är skådespelare. Han har även tre syskon, däribland Omar Gooding.

## Filmografi, i urval
| År   | Titel                                     | Info        |
| ---- | ----------------------------------------- | ----------- |
| 1985 | Macgyver                                  | TV-serie    |
| 1988 | En prins i New York                       | Mindre roll |
| 1991 | Boyz N the Hood                           |             |
| 1992 | På heder och samvete                      |             |
| 1993 | Judgment night                            |             |
| 1994 | Lightning Jack                            |             |
| 1995 | Outbreak                                  |             |
| 1996 | Jerry Maguire                             |             |
| 1997 | Livet från den ljusa sidan                |             |
| 1998 | Drömmarnas värld                          |             |
| 2000 | Men of Honor                              |             |
| 2001 | Pearl Harbor                              |             |
| 2001 | Rat Race                                  |             |
| 2002 | Boat Trip                                 |             |
| 2002 | Snow Dogs                                 |             |
| 2003 | Fighting Temptations                      |             |
| 2003 | Radio                                     |             |
| 2004 | Kogänget                                  | Röst        |
| 2007 | Norbit                                    |             |
| 2007 | Kollopapporna                             |             |
| 2007 | American Gangster                         |             |
| 2008 | Hero Wanted                               |             |
| 2008 | Harold                                    |             |
| 2008 | Linewatch                                 |             |
| 2009 | Gifted Hands: The Ben Carson Story        |             |
| 2009 | The Way of War                            |             |
| 2009 | The Devil's Tomb                          |             |
| 2009 | Lies & Illusions                          |             |
| 2009 | Wrong Turn at Tahoe                       |             |
| 2011 | Ticking Clock                             |             |
| 2011 | The Hit List                              |             |
| 2012 | Red Tails                                 |             |
| 2012 | One In the Chamber                        |             |
| 2013 | Don Jon                                   |             |
| 2013 | Machete Kills                             |             |
| 2013 | The Butler                                |             |
| 2014 | Selma                                     |             |
| 2016 | Fallet O.J. Simpson: American Crime Story | TV-serie    |

## Teater

### Roller
| År   | Roll        | Produktion                         | Regi           | Teater                                  |
| ---- | ----------- | ---------------------------------- | -------------- | --------------------------------------- |
| 2013 | Ludie Watts | The Trip to Bountiful Horton Foote | Michael Wilson | Stephen Sondheim Theatre, New York, USA |